# 아콰비바디세르니아
아콰비바디세르니아(이탈리아어: Acquaviva d'Isernia)는 이탈리아 몰리세주 이세르니아도의 코무네다. 캄포바소로부터 서쪽 45km 이세르니아 북서쪽 10km 거리에 있다.